# Bankgebäude Wismarsche Straße
Das Bankgebäude Wismarsche Straße in Schwerin, Stadtteile Altstadt /
Paulsstadt, Wismarsche Straße 127/129 / Ecke Arsenalstraße 20, ist ein Baudenkmal in Schwerin.

## Geschichte
Das drei- und viergeschossige historisierendes Bankgebäude von 1905 mit zwei markanten Risaliten mit den barocken Treppengiebel, den dreigeschossigen achteckigen Erker an der Ecke mit einer Glöckenhaube und einem prägenden Ecktürmchen mit einer Laterne und einer Welschen Haube wurde nach Plänen von Georg Roensch (Berlin-Charlottenburg) für die Spar-Bank Schwerin von 1889 gebaut. Das Weinhaus Uhle ließ in zwei Kellergeschossen zudem 1800 m² große Lagerräume bauen. 1949 befand sich hier die Landeskreditbank Mecklenburg und ab um 1990 die Sparkasse Schwerin. Die repräsentativen Halle mit ihren Bögen, den historischen Fenstern und Türen und dem Buntglasdach wird auch als Ausstellungs- und Veranstaltungshalle genutzt. Das Gebäude wurde innen 1993/98 und außen von 2015 bis 2018 gründlich saniert.
Nach 1990 ist hier eine Geschäftsstelle der Sparkasse Schwerin mit u. a. der Beratungscenter für Firmenkunden untergebracht. Aus der Sparkasse Schwerin wurde 2007 die Sparkasse Mecklenburg-Schwerin.